# Ава (имя)
Ава (англ. Ava) — женское имя на английском и других языках. Имя Ава имеет различные варианты происхождения. Его недавняя популярность может быть связана с рядом детей знаменитостей 1990-х годов, которых в конечном итоге назвали в честь знаменитой актрисы Авы Гарднер (1922—1990).

## Происхождение
У имени Ава изначально немецкое происхождение. Имя Ава — одна из средневековых записей немецкого имени Awa, имеющего различные варианты записи (Avo, Awa, Auwo, Ouwo, Ouvo, Owo, Ovo, Ova), не имеющего точного значения, а вот вариаций произношения очень много — Ава, Афа, Аво, Ауво, Оуво, Ово. Элемент «aw/av» употреблялся в некоторых немецких именах в VIII—IX веках, например, Avagisa, Avuldis, Awanpurc, Auwanildis. Имя Ава носила средневековая немецкая поэтесса.
Также имя Ава носила римско-католическая святая, дочь Пипина II, короля Аквитании в 838—852 годах. Католические именины Святой Авы — 29 апреля.
Возможно, что имя Ава стало основой для бретонского имени Авелин, которое в дальнейшем превратилось в английское имя Эвелин. В этом случае, имя Ава имеет идентичное значение — «живая», «жизненная сила», «жизнь».
Ава также является женским именем персидского происхождения, что означает «голос», «звук».
Также вероятно, что имя Ава — это одна из вариаций произношения и записи имени Ева. Имя Ева в некоторых странах произносится как Эфа, Эва, Хава, Ава, Ив (Eva, Hava, Ava, Eve).
В современном произношении имя Ава может иметь вариации — Эйва, Эва, Ава, Афа. Произношение имени как Эйва прозвучало в фильме «Аватар» (2009), которое носила богиня-мать, воплощая жизнь на всей планете.
Также имя Ава в настоящее время может использоваться как уменьшительно-ласкательное обращение ко многим именам — Августа/Августина, Авия, Авентура, Аврелия, Аврея, Аврора, Авиафа, Квентина. Возможно употребление и как краткого обращения и к мужским именам — Аврам/Авраам, Август, Авдей, Авенир, Авентин, Авель, Аврелиан, и другим.

## Современное использование
Имя было популяризировано в Соединённых Штатах светской львицей Авой Лоули Уиллинг (1868—1958), которая вышла замуж за Джона Джекоба Астора IV и таким же именем они назвали свою дочь Аву Элис Мюриэль Астор (1902—1956), которая в будущем стала княгиней Оболенской.
Ава Гарднер (1922—1990) подписала контракт с MGM Studios в 1941 году и завоевала славу Голливуда благодаря художественному фильму в жанре нуар Убийцы (1946). Она стала одной из ведущих голливудских актрис в 1950—1970-х годах и является основной причиной постоянной популярности данного имени.

## Дальнейшая популярность
Это имя популярно и широко распространено в Соединённых Штатах, где оно входит в десятку самых популярных имён, данных девочкам с 2005 года, и в число 200 самых популярных имён, данных девочкам с 2000-го года. 
Популярность этого имени в Соединённых Штатах росла с середины 1990-х годов, но наиболее резкий скачок произошел в 1998 году, когда оно заняло 350-е место по популярности среди новорождённых девочек, поднявшись на 268 позиций вверх с 618-го места в рейтинге в 1997 году. Имя Ава входило в пятёрку самых популярных имён для чернокожих новорождённых девочек в американском штате Вирджиния в 2022 году и снова в 2023 году. Имя также вошло в пятёрку самых популярных имён, данным девочкам, от азиатских матерей в Вирджинии в 2023 году. Одним из факторов увеличения его популярности в англоязычных странах, возможно, было присвоение имени дочери актрисы Хизер Локлир и её мужа музыканта Ричи Самборы рождённой в 1997 году, и дочери супругов актёров Риз Уизерспун и Райана Филиппа рождённой в 1999 году. 
Райан Филипп рассказал в интервью журналу, что он и Риз Уизерспун назвали соего ребёнка в честь актрисы Авы Гарднер. Это было девятое по популярности имя для девочек в Австралии и восьмое в Новой Зеландии в 2013 году.